# Třída Balikpapan
Třída Balikpapan je třída těžkých vyloďovacích člunů australského námořnictva. Čluny původně objednala australská armáda, ale nakonec je převzalo australské námořnictvo. Australské námořnictvo svá plavidla třídy Balikpapan vyřadilo roku 2014. Následně tři získala Papua Nová Guinea a pět Filipíny.

## Stavba
Celkem bylo postaveno osm jednotek této třídy v letech 1971-1974. Všechny navrhla a staví australská loděnice Walkers Limited v Maryborough v Queenslandu.
Jednotky třídy Balikpapan:
| Jméno              | Založení kýlu    | Spuštěna          | Vstup do služby  | Status |
| ------------------ | ---------------- | ----------------- | ---------------- | --- |
| Balikpapan (L 126) | 1. května 1971   | 15. srpna 1971    | 8. prosince 1971 | Vyřazena 20. prosince 2012, od 1. června 2016 provozován filipínským námořnictvem jako Waray (LCH 288), aktivní.                            |
| Brunei (L 127)     | 1. července 1971 | 15. října 1971    | 5. ledna 1973    | Vyřazena 20. listopadu 2014, od 23. července 2015 provozován filipínským námořnictvem jako Batak (LCH 299), aktivní.                        |
| Labuan (L 128)     | 1. října 1971    | 29. prosince 1971 | 9. března 1973   | Vyřazena 20. listopadu 2014, od 4. prosince 2014 provozován námořnictvem státu Papua Nová Guinea jako cvičná loď Lakekamu (L 128), aktivní. |
| Tarakan (L 129)    | 1. prosince 1971 | 16. března 1972   | 15. června 1973  | Vyřazena 20. listopadu 2014, od 23. července 2015 provozován filipínským námořnictvem jako Ivatan (LCH 298), aktivní.                       |
| Wewak (L 130)      | 1. března 1972   | 18. května 1972   | 10. srpna 1973   | Vyřazena 11. prosince 2012, od 1. června 2016 provozován filipínským námořnictvem jako Iwak (LCH 289), aktivní.                             |
| Salamaua (L 131)   | 1. května 1972   | 26. července 1972 | 19. října 1973   | Od 26. listopadu 1974 provozován námořnictvem státu Papua Nová Guinea jako Salamaua (LCH 31), vyřazena 19. června 2020.                     |
| Buna (L 132)       | 1. července 1972 | 26. září 1972     | 7. prosince 1973 | Od 26. listopadu 1974 provozován námořnictvem státu Papua Nová Guinea jako Buna (LCH 32), vyřazena 25. června 2021.                         |
| Betano (L 133)     | 1. září 1972     | 5. září 1973      | 8. února 1974    | Vyřazena 12. prosince 2012, od 1. června 2016 provozován filipínským námořnictvem jako Agta (LCH 290), aktivní.                             |

## Konstrukce

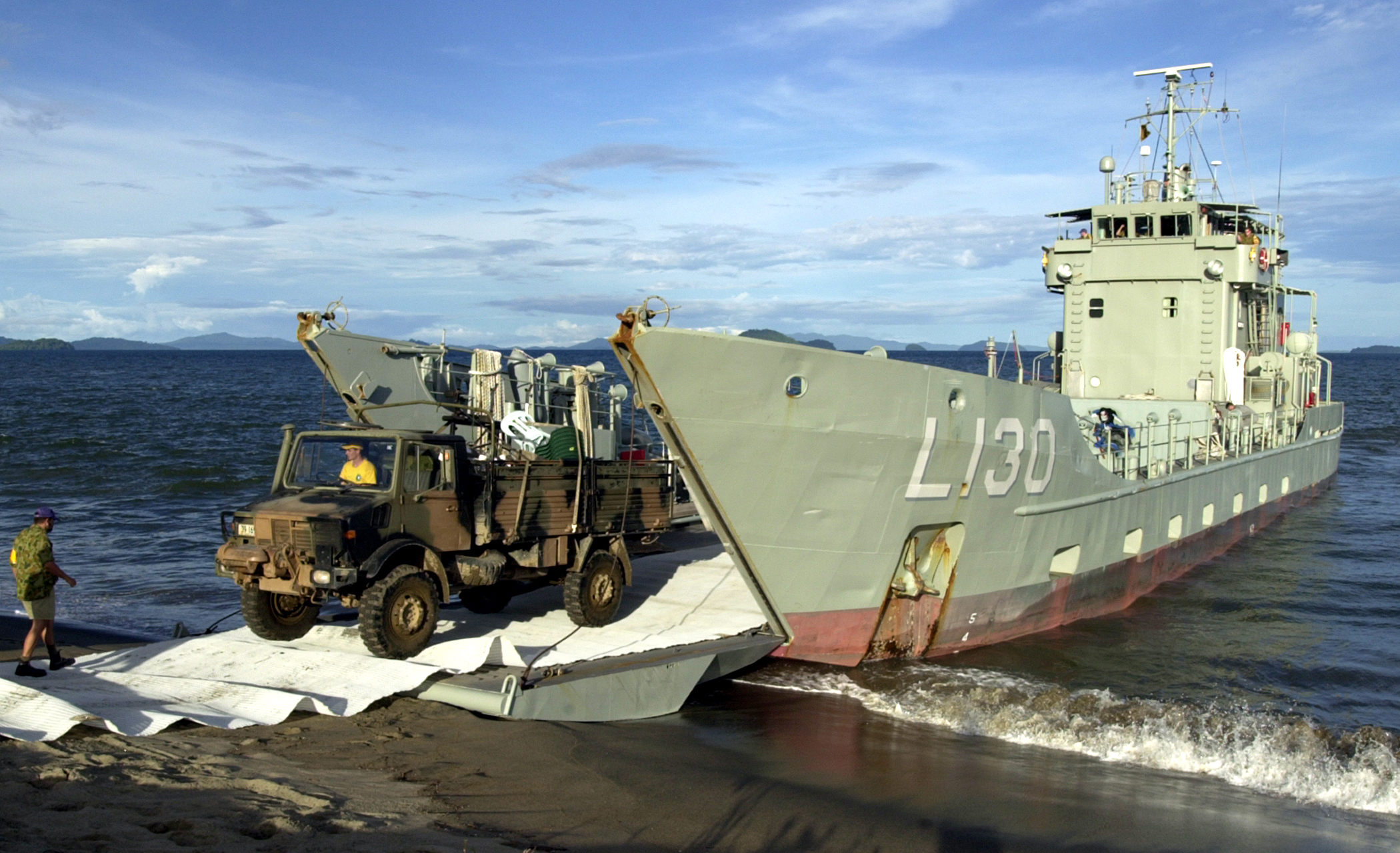
Wewak

Čluny především přepravují vojáky a náklad ze tří australských velkých výsadkových lodí na pobřeží. Unesou až 180 tun nákladu, například tři tanky Leopard 1, 13 obrněných transportétů M113 či 400 plně vystrojených pěšáků. Vykládka probíhá příďovou rampou. K obraně člunů slouží dva 12,7mm kulomety. Pohonný systém tvoří dva dieselové motory General Electric. Nejvyšší rychlost dosahuje 9 uzlů.

## Zahraniční uživatelé

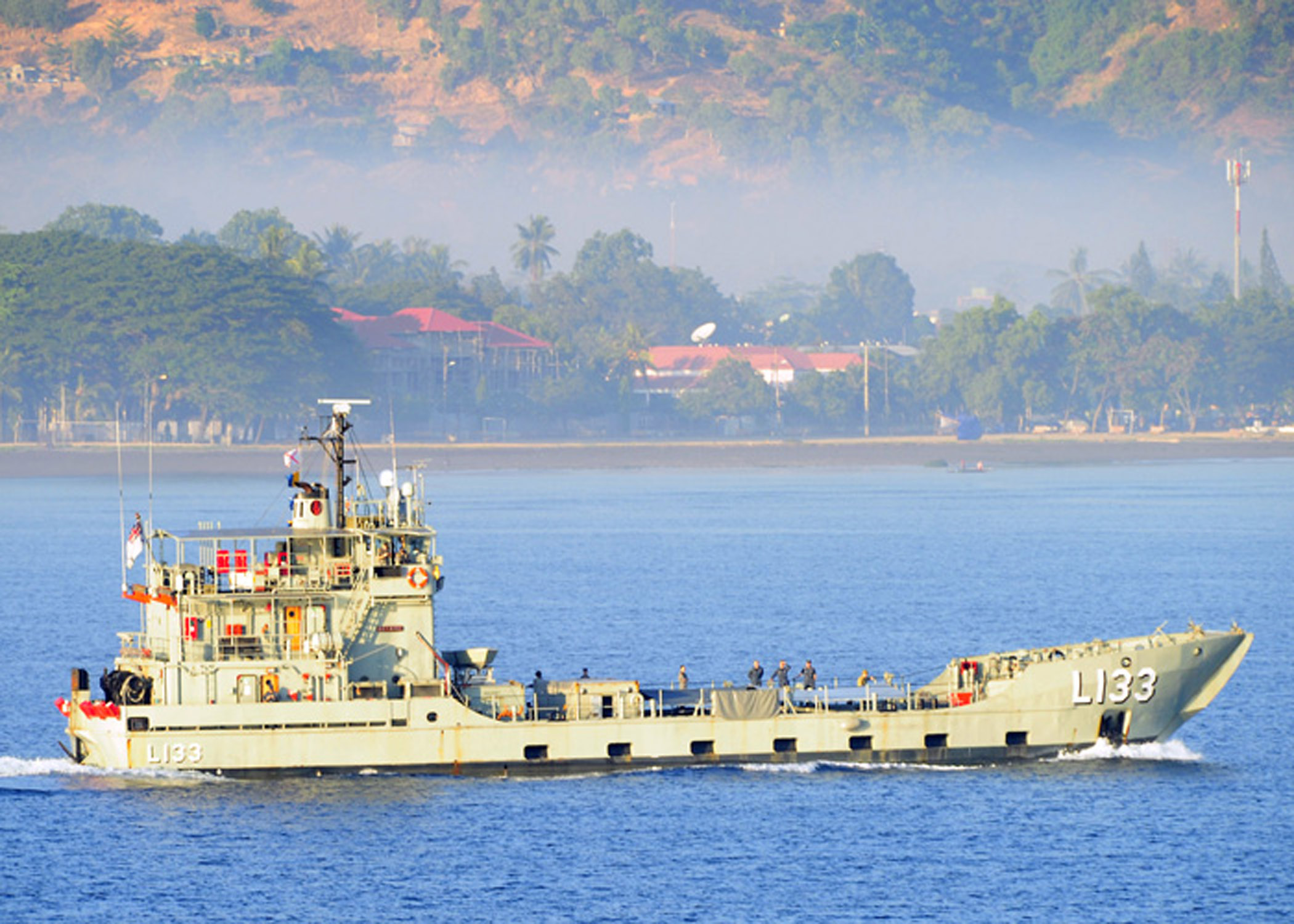
Betano (L 133)

- Papua Nová Guinea – Výsadkové čluny Salamaua a Buna roku 1974 odkoupila Papua Nová Guinea pro své ozbrojené síly (původní jména si ponechaly). V roce 2014 Papua Nová Guinea do služby zařadila ještě plavidlo Labuan, sloužící k výcviku jako Lakekamu.[2]

- Filipíny – V lednu 2015 bylo oznámeno, že Filipínské námořnictvo od Austrálie darem získá vyřazená plavidla Brunei a Tarakan. Filipínské námořnictvo je do služby přijalo 24. července 2015 jako BRP Batak (AT 299) a BRP Ivatan (AT 298).[3] Před předáním plavidla prošla generálkou. Filipíny navíc zvažují zakoupení plavidel Wewak, Betano a Balikpapan, která Austrálie vyřadila roku 2012.[4][5] Filipíny nakonec do služby zařadily celou pětici.